# Libanons ambassad i Stockholm
Libanons ambassad i Stockholm är Libanons beskickning i Sverige. Ambassaden ligger på Brovägen 1 i Stocksund i Stockholm och är även sidoackrediterad till Danmark, Norge, Finland och Island. Nuvarande ambassadör är Hassan Saleh.